# Castro de Sesimbra
O Castro de Sesimbra é um antigo povoado fortificado pré histórico situado em Outeiro Redondo, no concelho de Sesimbra num morro para nordeste do Castelo de Sesimbra. Foi descoberto em 1967 pelo arqueólogo Gustavo Marques, ano em que publicou uma pequena nota do seu achado. Pelo estudo do espólio ai encontrado permite concluir da importância deste fortificado no estudo da pré história do calcolítico quer do sul quer da Estremadura de Portugal.